# Seznam narodnih herojev Jugoslavije (Š)
Seznam narodnih herojev Jugoslavije, katerih priimki se začnejo na črko Š.

## Seznam
- Bajram Šabani (1922–1941), za narodnega heroja proglašen 6. oktobra 1951.
- Milan Šakić Mićun (1915–1971), z redom narodnega heroja odlikovan 24. julija 1953.
- Nikola Šakić (1916–1941), za narodnega heroja proglašen 20. decembra 1951.
- Radovan Šakotić (1916–1945), za narodnega heroja proglašen 26. julija 1945.
- Milovan Šaranović (1913–1943), za narodnega heroja proglašen 25. oktobra 1943.
- Milan Šarac (1917–1943), za narodnega heroja proglašen 5. julija 1951.
- Danilo Šarenac (1913–1943), za narodnega heroja proglašen 5. julija 1951.
- Ante Šarić Rade Španac (1913–1943), za narodnega heroja proglašen 20. decembra 1951.
- Alfonz Šarh (1893–1943), za narodnega heroja proglašen 22. julija 1953.
- Jefto Šašić (1917–1998), z redom narodnega heroja odlikovan 27. novembra 1953.
- Vlado Šegrt (1907–1991), z redom narodnega heroja odlikovan 20. decembra 1951.
- Lidija Šentjurc (1911–2000), z redom narodnega heroja odlikovana 27. novembra 1953.
- Jovan Šerbanović (1919–1944), za narodnega heroja proglašen 14. decembra 1949.
- Fadil Šerić (1914–1942), za narodnega heroja proglašen 24. julija 1953.
- Ljubomir Ljubo Šercer (1915–1941), za narodnega heroja proglašen 25. oktobra 1943.
- Jože Šeško (1908–1942), za narodnega heroja proglašen 27. novembra 1953.
- Anton Šibelja Stjenka (1914–1945), za narodnega heroja proglašen 14. decembra 1949.
- Ivan Šibl (1917–1989), z redom narodnega heroja odlikovan 20. decembra 1951.
- Milan Šijan (1914–2004), z redom narodnega heroja odlikovan 20. decembra 1951.
- Majda Šilc (1923–1944), za narodnega heroja proglašena 19. juna 1945.
- Enver Šiljak (1919–1941), za narodnega heroja proglašen 20. decembra 1951.
- Boško Šiljegović (1915–1990), z redom narodnega heroja odlikovan 20. decembra 1951.
- Ranko Šipka (1917–1944), za narodnega heroja proglašen 26. julija 1949.
- Vitomir Širola Pajo (1916–1957), z redom narodnega heroja odlikovan 20. decembra 1951.
- Radmila Šišković (1923–1943), za narodnega heroja proglašena 20. decembra 1951.
- Mihaela Škapin Drina (1924–1943), za narodnega heroja proglašen 4. septembra 1953.
- Velimir Škorpik (1919–1943), za narodnega heroja proglašen 8. septembra 1952.
- Petar Škundrić (1917–1941), za narodnega heroja proglašen 26. julija 1945.
- Slavko Šlander (1909–1941), za narodnega heroja proglašen 25. oktobra 1943.
- Milka Šobar Nataša (1922–1943), za narodnega heroja proglašena 20. decembra 1951.
- Simo Šolaja (1905–1942), za narodnega heroja proglašen 7. avgusta 1942.
- Pal Šoti (1916–), z redom narodnega heroja odlikovan 27. novembra 1953.
- Milan Špalj (1918–1943), za narodnega heroja proglašen 24.07.1953.
- Ilija Španović (1918–1943), za narodnega heroja proglašen 20. decembra 1951.
- Tomica Španović (1914–1942), za narodnega heroja proglašen 27. novembra 1953.
- Lovro Šperac Lovro (1906–1941), za narodnega heroja proglašen 24. julija 1953.
- Mika Špiljak (1916–2007), z redom narodnega heroja odlikovan 27. novembra 1953.
- Drago Štajnberger Adolf (1916–1942), za narodnega heroja proglašen 27. novembra 1953.
- Lazar Šteković (1924–1952), za narodnega heroja proglašen 15. novembra 1944.
- Izidor Štrok (1911–1984), z redom narodnega heroja odlikovan 27. novembra 1953.
- Jovan Štokovac (1922–1992), z redom narodnega heroja odlikovan 5. julija 1952.
- Mirko Štulić (1914–1942), za narodnega heroja proglašen 27. novembra 1953.
- Vlado Šćekić (1917–2004), z redom narodnega heroja odlikovan 27. novembra 1953.
- Jefto Šćepanović Čajo (1911–1978), z redom narodnega heroja odlikovan 27. novembra 1953.
- Slobodan Šumenjak (1923–1944), za narodnega heroja proglašen 27. novembra 1953.
- Miloš Šumonja (1918–2006), z redom narodnega heroja odlikovan 23. julija 1952.
- Obren Šupić (1907–1943), za narodnega heroja proglašen 27. novembra 1953.
- Rade Šupić (1902–1942), za narodnega heroja proglašen 24. julija 1953.
- Jozo Šuran (1890–1944), za narodnega heroja proglašen 20. decembra 1951.
- Branko Šurbat Bane (1920–1943), za narodnega heroja proglašen 27. novembra 1953.
- Dinko Šurkalo (1920–2010), z redom narodnega heroja odlikovan 27. novembra 1953.
- Gojko Šurlan (1909–1951), za narodnega heroja proglašen 24. julija 1953.